# Deining (film)
Deining is een Nederlandse film uit 2004 van Nicole van Kilsdonk. De film is uitgebracht als Telefilm, en heeft als alternatieve titel Cellavie. De film won op het Nederlands filmfestival een Gouden kalf voor beste tv-drama.

## Verhaal
Cella is een presentatrice bij een lokale omroep in de provincie, ze heeft groot succes met haar middagshow Cellavie, een afgeleide van haar naam, en lijkt de liefde van haar leven te ontmoeten in haar show. Het geluk kan maar niet op. Maar op Cella's 50ste verjaardag slaat het noodlot toe: haar vader krijgt een hartaanval en overlijdt. Nog geen paar maanden later wordt bij de moeder de ziekte van Alzheimer geconstateerd, en Cella kiest voor een wending in haar bestaan.

## Rolverdeling
- Jacqueline Blom ..Cella
- Kitty Courbois ..Johanna (de moeder)
- Jaap Maarleveld ..Marius (de vader)
- Isis Cabolet ..Charlie
- Koen Wouterse ..Jan
- Ruben Lürsen ..Sem
- Lottie Hellingman ..Lijs
- Hajo Bruins ..Hugo
- Ottolien Boeschoten ..vrouw in de overgang